# ライアン・メリット
ライアン・アダム・メリット（Ryan Adam Merritt, 1992年2月21日 - ）は、アメリカ合衆国テキサス州コリン郡マッキニー出身のプロ野球選手（投手）。左投左打。MLB・タンパベイ・レイズ傘下所属。

## 経歴

### プロ入りとインディアンス時代
2011年のMLBドラフト16巡目（全体488位）でクリーブランド・インディアンスから指名され、プロ入り。契約後、傘下のルーキー級アリゾナリーグ・インディアンスでプロデビュー。4試合に登板して0勝0敗1セーブ、防御率1.08、10奪三振を記録した。
2012年はA-級マホーニングバレー・スクラッパーズでプレーし、14試合に先発登板して3勝4敗、防御率4.09、40奪三振を記録した。
2013年はA級レイクカウンティ・キャプテンズとA+級カロライナ・マドキャッツでプレーし、2球団合計で26試合（先発25試合）に登板して6勝9敗、防御率3.52、97奪三振を記録した。
2014年はA+級カロライナでプレーし、25試合に先発登板して13勝3敗、防御率2.58、127奪三振を記録した。オフの11月20日にルール・ファイブ・ドラフトでの流出を防ぐためにインディアンスの40人枠入りした。
2015年はAA級アクロン・ラバーダックスとAAA級コロンバス・クリッパーズでプレーし、2球団合計で27試合に先発登板して12勝7敗、防御率3.63、105奪三振を記録した。
2016年は開幕をAAA級コロンバスで迎えた。5月23日にメジャー初昇格を果たし、30日のテキサス・レンジャーズ戦でメジャーデビュー。この年AAA級コロンバスでは24試合に先発登板して11勝8敗、防御率3.70、92奪三振を記録しており、メジャーでは4試合（先発1試合）に登板して1勝0敗、防御率1.64、6奪三振を記録した。
インディアンスは同年、ポストシーズンに進出したが、メリットもチャンピオンシップシリーズからメンバー登録された。勝てばアメリカンリーグ優勝となる10月19日のトロント・ブルージェイズとのリーグチャンピオンシップシリーズ第5戦では先発の大役を任され、4.1回を無失点に抑えた。その後チームは3投手をつぎ込んでの完封リレーで19年ぶりのリーグ優勝及びワールドシリーズ進出を決めた。
2018年7月13日にDFA、21日に40人枠外となった。オフの11月2日にFAとなった。

### レイズ傘下時代
2018年11月13日にタンパベイ・レイズとマイナー契約を結び、2019年のスプリングトレーニングに招待選手として参加することになった。

## 投球スタイル
平均87.3mph（約140.5km/h）のフォーシームにチェンジアップ、スライダーなどの変化球を持つ。

## 詳細情報

### 年度別投手成績
| 年 度    | 球 団    | 登 板 | 先 発 | 完 投 | 完 封 | 無 四 球 | 勝 利 | 敗 戦 | セ 丨 ブ | ホ 丨 ル ド | 勝 率 | 打 者 | 投 球 回 | 被 安 打 | 被 本 塁 打 | 与 四 球 | 敬 遠 | 与 死 球 | 奪 三 振 | 暴 投 | ボ 丨 ク | 失 点 | 自 責 点 | 防 御 率 | W H I P |
| -------- | -------- | ----- | ----- | ----- | ----- | -------- | ----- | ----- | -------- | ----------- | ----- | ----- | -------- | -------- | ----------- | -------- | ----- | -------- | -------- | ----- | -------- | ----- | -------- | -------- | ------- |
| 2016     | CLE      | 4     | 1     | 0     | 0     | 0        | 1     | 0     | 0        | 0           | 1.000 | 37    | 11.0     | 6        | 0           | 0        | 0     | 0        | 6        | 0     | 0        | 2     | 2        | 1.64     | 0.55    |
| 2017     | CLE      | 5     | 4     | 0     | 0     | 0        | 2     | 0     | 0        | 0           | 1.000 | 89    | 20.2     | 26       | 0           | 4        | 0     | 0        | 7        | 0     | 0        | 6     | 4        | 1.74     | 1.45    |
| MLB：2年 | MLB：2年 | 9     | 5     | 0     | 0     | 0        | 3     | 0     | 0        | 0           | 1.000 | 126   | 31.2     | 32       | 0           | 4        | 0     | 0        | 13       | 0     | 0        | 8     | 6        | 1.71     | 1.14    |

- 2018年度シーズン終了時

### 背番号
- 54（2016年 - 2017年）